# Rhinogobius zhoui
Rhinogobius zhoui är en fiskart som beskrevs av Li och Zhong 2009. Rhinogobius zhoui ingår i släktet Rhinogobius och familjen smörbultsfiskar. Inga underarter finns listade i Catalogue of Life.